# Іссад
Іссад (рос. Иссад) — присілок у Волховському районі Ленінградської області Російської Федерації.
Населення становить 1067 осіб. Належить до муніципального утворення Іссадське сільське поселення.

## Історія
Згідно із законом № 56-оз від 6 вересня 2004 року належить до муніципального утворення Іссадське сільське поселення.

## Населення
| 1838  | 1862 | 1885 | 1990  | 1997  | 2007  | 2010  |
| ----- | ---- | ---- | ----- | ----- | ----- | ----- |
| 243   | ↘173 | ↗250 | ↗1103 | ↗1275 | ↘1083 | ↗1195 |
| 2017  |      |      |       |       |       |       |
| ↘1067 |      |      |       |       |       |       |